# جورج لوونستین
جورج لوونستین (زاده ۹ اوت ۱۹۵۵) استاد اقتصاد و روانشناسی در گروه علوم اجتماعی و تصمیم‌گیری در دانشگاه کارنگی ملون و مدیر مرکز تحقیقات تصمیم‌گیری رفتاری است. او یکی از چهره‌های شناخته شده اقتصاد رفتاری و اقتصاد عصب‌بنیان است.

## زندگی‌نامه
وی لیسانس خود را در رشته اقتصاد از دانشگاه براندیس در سال ۱۹۷۷ و دکتری را در اقتصاد از دانشگاه ییل در سال ۱۹۸۵ دریافت کرد. عنوان پایان نامهٔ دکتری او انتظارات و انتخاب مبتنی بر زمان است. وی قبل از پذیرش سمت فعلی خود در دانشگاه کارنگی ملون، در دانشکدهٔ کسب و کار بوث در دانشگاه شیکاگو (University of Chicago Booth School of Business) تدریس می‌کرد. لوونستین در سال ۲۰۰۸ عضو آکادمی هنر و علوم آمریکا شد.